# Султан Сеїд-хан
Султан Сеїд-хан (д/н–1866) — 18-й хан Кокандського ханства в 1863—1866 роках (з перервами), відомий також як Мухаммед-Султан-хан.

## Життєпис
Походив з династії Мінгів. Син Малла-хана. Точна дата народження невідома. 1862 року після повалення та вбивства батька його врятував вождь кочовників Алім-Кулі-лашкар.
У 1863 році опинився в Оші під опікою Алім-Кулі, який підняв повстання проти Худояр-хана. Допомогу повсталим надав бухарський емір Музаффар. Невдовзі Амір-Кулі зайняв Ташкент, а за тим Коканд. Ханом було поставлено Султан Сеїда, який прийняв ім'я Мухаммед-Султан-хан.
Фактична влада належала Алім-Кулі-лашкару. В цей час продовжували загострюватися стосунки з Російською імперією, що призвело до відкритої війни. 1865 року в битві за Ташкент загинув Алім-Кулі. Невдовзі Султан Сеїда було повалено, але він врятувався. Почався наступ худояра, що бажав повернути собі владу. Через 1,5 тижні Султан Сеїд повалив Біл Бахчі-хана. Втім мусив боротися проти Худояра й російських військ. Зрештою 1866 року внаслідок змови Султан Сеїда вбили, а ханство отримав Худояр.